# Casimiro de Abreu
Casimiro José Marqués de Abreu (Barra de São João, estado de Río de Janeiro, 4 de enero de 1839 - Nova Friburgo, 18 de octubre de 1860, fue un escritor brasileño. Es uno de los más conocidos y más importantes poetas de Brasil. La ciudad donde nació, Barra de São João, ahora se conoce como Casimiro de Abreu en su honor.

## Biografía
Casimiro de Abreu era hijo de José Joaquim Marques de Abreu, un hombre de negocios portugués, y de Joaquina Luiza das Neves, la viuda de un granjero. Sólo asistió a la escuela primaria en Nova Friburgo, antes de trasladarse a Río de Janeiro a los 13 años para trabajar con su padre. 
En 1853, Casimiro viajó a Portugal, donde entró en contacto con los intelectuales de la época y escribió la mayoría de sus obras. En Lisboa, su obra Camões eo Jaú, se llevó al Teatro Don Fernando en 1856 y se publicó poco después. En 1857 regresó a Brasil para trabajar en el almacén de su padre, pero siguió participando en la vida bohemia. Escribió para varios periódicos y se convirtió en amigo de Machado de Assis. Fue elegido para formar parte de la entonces recién fundada Academia Brasileña de Letras. 
Enfermo de tuberculosis, se retiró a la finca de la familia en Indaiaçu, donde trató de recuperar su salud. Había publicado su poesía en 1859, recogida bajo el título Como Primaveras. Murió el 16 de octubre de 1860 en una granja cerca de su ciudad natal.

## Su obra
Casimiro de Abreu fue uno de los poetas más populares de su época y sigue siendo uno de los más queridos de todos los tiempos. Gran parte de su obra fue escrita mientras vivió en Portugal, donde fue separado de su familia y amigos durante cuatro años. Esa experiencia generó en él un genuino sentimiento de nostalgia de las vivencias de su juventud y le llevó a expresar el amor que sentía por su madre y su tierra.
- Camões e o Jau, 1856.
- Carolina, novela publicada en el diario lisboeta "O Progresso", números 351-52, 1856
- Camila, novela inconclusa, 1856
- A virgem loura, Páginas do coração, publicada en el "Correio Mercantil", número 334, 1857
- As primaveras, 1859.